# 美国汽车工人联合会
汽车工人联合会（英語：United Automobile Workers，简称UAW），全称美国联合汽车、航空航天和农业机械工人国际工会（英語：International Union, United Automobile, Aerospace and Agricultural Implement Workers of America），是一个代表美国（包括波多黎各）和加拿大南安大略工人的美國工會。

## 历史
1935年5月，美国汽车工人联合会在美国劳工联合会的支持下于密歇根州底特律成立。从1936年到20世纪50年代发展迅速。在沃尔特·路则（1946年—1970年主席）的领导下，该工会在民主党自由派中发挥了重要作用。UAW因给汽车制造工人争取高工资和养老金而闻名，但在20世纪70年代后，会员人数持续下降；部分原因包括自动化程度提高、劳动力使用减少、制造业转移、北美自由贸易协议以及全球化的加深。
工会总部位于密西根州底特律市。截至2022年2月24日，UAW在600多个地方工会中拥有391,000多名在职会员和580,000多名退休会员，并与约1,600家雇主签订了1,150份合同。
2023年9月15日，在工会與通用汽车、斯泰蘭蒂斯公司和福特汽车无法达成协议后，开展了针对這三家車企的罢工，要求大幅提高工资等。